# Montes Teneriffe
Montes Teneriffe – pasmo górskie w północnej części widocznej strony Księżyca, na północy Mare Imbrium. Nazwa pochodzi od wyspy Teneryfy, jednej z Wysp Kanaryjskich, a została nadana przez szkockiego astronoma Charlesa Piazziego Smytha (1819–1900).
Montes Teneriffe leżą na południowy zachód od krateru Platon. Mieszczą się w okręgu o średnicy około 110 km, jednak szczyty zajmują tylko niewielką część tego terenu. Ich współrzędne selenograficzne wynoszą ☾ 47,1°N 11,8°W/47,100000 -11,800000. Góry tworzy kilka rozrzuconych grzbietów otoczonych przez morze księżycowe. Najwyższe szczyty osiągają wysokość do 2,4 km.
Na południowy wschód od gór leży samotna Mons Pico.